# Pandan Wangi (Peranap)
Pandan Wangi is een bestuurslaag in het regentschap Indragiri Hulu van de provincie Riau, Indonesië. Pandan Wangi telt 1493 inwoners (volkstelling 2010).